# 北海道大学応援団

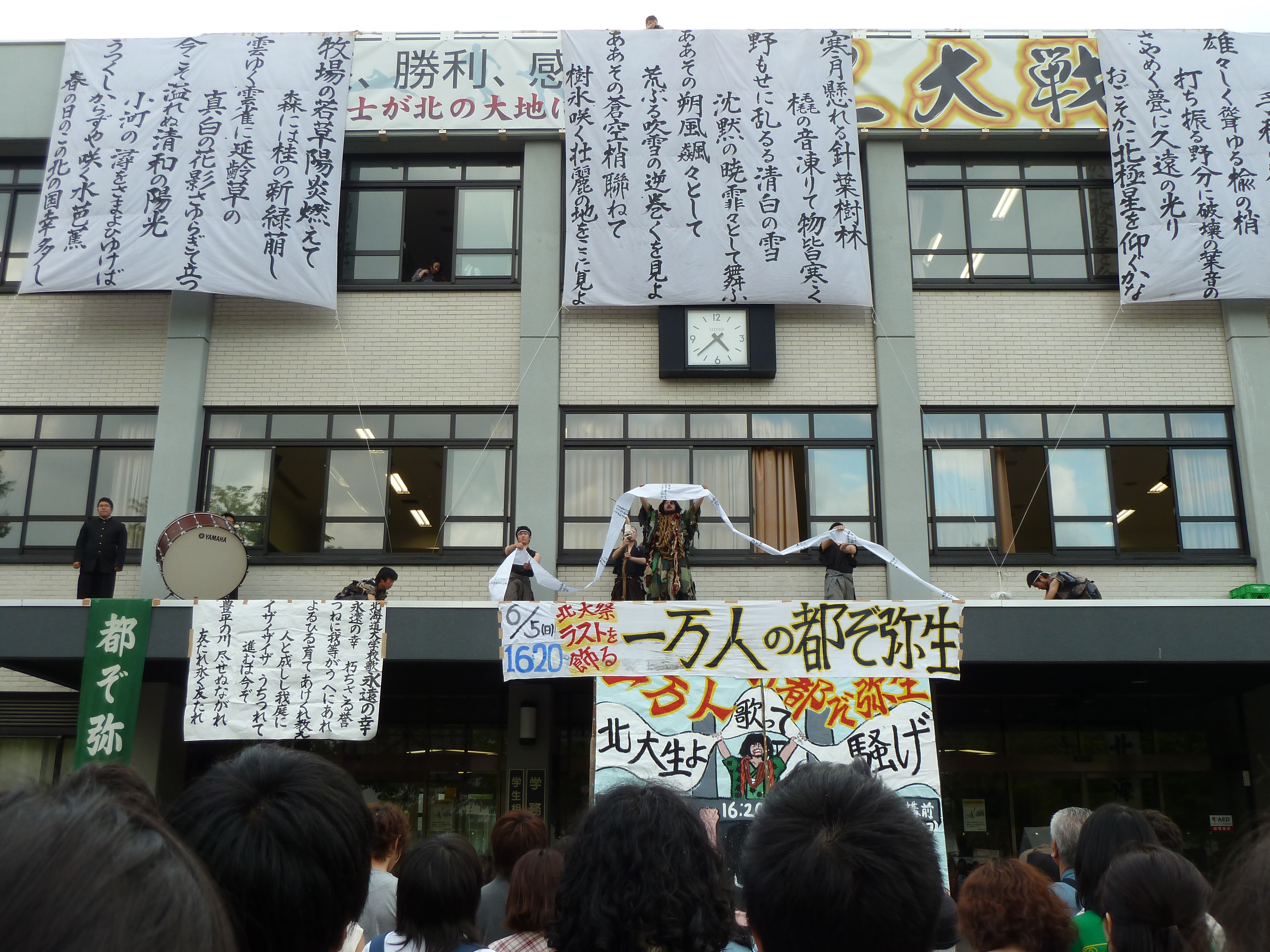
北大祭のフィナーレを飾る一万人の都ぞ弥生で指揮を執る応援団(2011/06/05撮影)

北海道大学応援団（ほっかいどうだいがくおうえんだん）は、北海道大学体育会に所属する応援団である。

## 概要

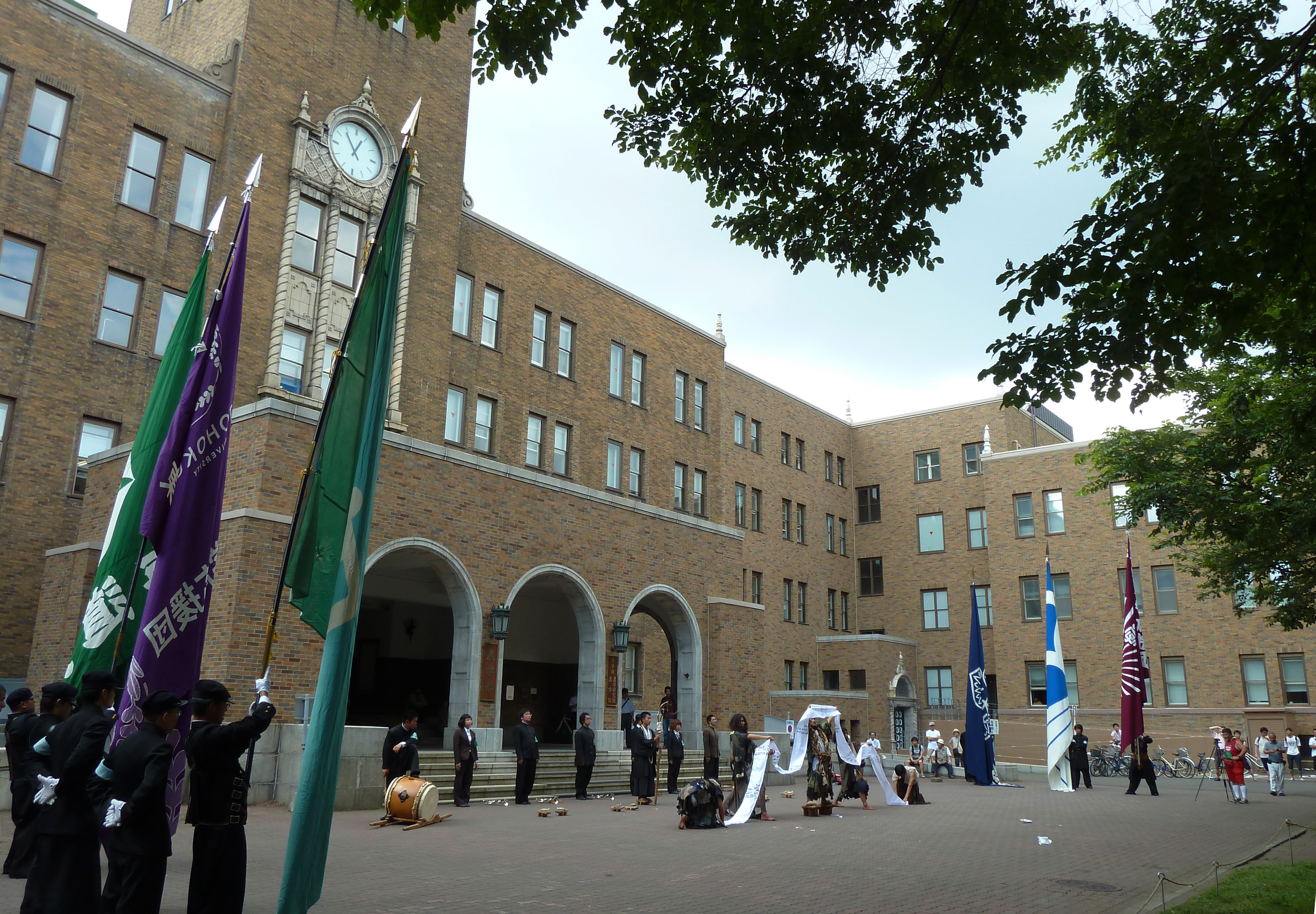
2011年の北大主幹七大戦の農学部前での檄 (2011/08/06 撮影)

北海道大学公認の応援団。2023年(令和5年)8月に112代を迎えた。主に北海道大学の体育会所属の団体の応援・壮行会を行う。
ボロ羽織と呼ばれるボロ布をつぎはぎした羽織を正装としているのが特徴的であり、ボロ羽織には60年以上着られているものもある。
応援では、マーチや応援歌、ソウキチ等を行う。またこいのぼりや扇子、ホラ貝などを使って応援する。

## 構成
2023年（令和5年）3月までは男性団員のみのいわゆるリーダー部で構成されていたが、同年4月、111代になって初の女性団員が誕生した。ボロ羽織を先頭に活動を行う。
北海道大学には、北海道大学応援吹奏団、チアリーダー部が別団体として存在し、合同で応援やステージを行うこともある。なお2023年11月現在、チアリーダー部との合同活動は行われていない。

## 歴史
- 1920年(大正9年) : 第一応援歌である瓔珞みがく(桜星会歌)が作られる。
- 1925年(大正14年) : 第二応援歌である大地はなごやかに(開舎20周年記念寮歌)が作られる。
- 2011年(平成23年) : 北大応援団百代記念式典が行われる。

## 主な活動
- 競技応援：体育会所属部活動への直接応援を行う。競技によってさまざまな応援方法がある。
- 壮行会：直接応援に行くことができない競技を中心に壮行会を行う。マーチや応援歌などを演舞する。
- 猪羆新聞の作成・配布：各種競技の大会結果や北大の魅力などについての不定期での新聞発行を行う。
- 校歌・寮歌の普及：北海道大学新入生へ校歌「永遠の幸」及び「都ぞ弥生」等の恵迪寮の寮歌の普及を行う。
- 一万人の都ぞ弥生：北大祭最後の行事であり、多くの人を集めて恵迪寮寮歌都ぞ弥生を歌う。
- 対面式：小樽商科大学応援団と年に一度行われる応援合戦[1]。大正時代に始まり、2014年に第100回が行われた[2]。
- 七大戦演舞演奏会：全国七大学総合体育大会において、演舞披露を行う。旧帝国七大学の応援団が一堂に会する。

## 応援または壮行会を催している主な対象団体
応援団の公式ホームページより抜粋。

### 応援
- 硬式野球部
- サッカー部
- 準硬式野球部
- 男子バレー部
- 女子バレー部
- ハンドボール部
- ボート部
- ヨット部
- 男子ラクロス部
- 女子ラクロス部
- バドミントン部
- 男子バスケットボール部
- 女子バスケットボール部
- アメリカンフットボール部
- 硬式テニス部
- 軟式テニス部
- 陸上ホッケー部
- スケート部
- 陸上競技部

### 壮行会
- 武田流中村派合気道部
- 空手部
- 剣道部
- 柔道部
- 水泳部
- 馬術部
- 卓球部
- アーチェリー部

## 応援歌
第一、第二、第三、第四応援歌と優勝歌がある。第二、第三、第四応援歌は
北海道大学公式の学生寮恵迪寮の寮歌を用いたものとその替え歌である。なお、第四応援歌は2023年（令和5年）10月現在、応援の場ではほとんど歌われていない。
- 第一応援歌 瓔珞みがく（ようらくみがく、大正9年桜星会歌[注釈 1]）
- 第二応援歌 大地はなごやかに（ちはなごやかに、大正14年開舎二十周年記念寮歌）
- 第三応援歌（恵迪寮昭和32年第五十回記念祭歌「花咲き散りて」の替え歌）
  - 歌詞

一、

花咲き散りて桜星(おうせい)の

勝利の時ぞ幸多し

ここに我等が勝ち歌を

北大生(とも)よ歌えよいざやいざ

二、

歌声原始林(もり)にこだまして

蠻聲天をつんざけば

さらに栄えゆく我が校を

北大生(とも)よ讃えよいざやいざ
- 第四応援歌（恵迪寮大正2年度寮歌「幾世幾年」の替え歌）
  - 歌詞

一、

幾世幾年流れけん

永劫隔つ後までも

我らが蛮声響けば

天地もゆらぐすさまじさ

北風荒ぶ楡陵の上に

導く勝利を仰がずや

二、

一百意気みつ北蝦夷の

健児よいざや奪ひ起て

白き朔風われにあり

曠野に練へし心身も

歌へ壮なる勝歌を

島根に高く勇ましく
- 優勝歌 桑楡哺紅に(そうゆほこうに、大正14年桜星会優勝歌)